# Cimitero di San Gregorio
Il Cimitero di San Gregorio, detto anche Foppone di San Gregorio o anche di Porta Orientale, era uno dei cinque cimiteri cittadini, collocato fuori dall'attuale Porta Venezia a Milano ed in seguito soppresso con l'apertura del Monumentale. Doveva il nome all'attigua chiesa di San Gregorio che tuttora sorge sull'omonima via, non distante dal corso Buenos Aires.
Aveva un perimetro a forma di pentagono irregolare: si estendeva a nord-ovest del Lazzaretto di Milano, l'entrata principale era sulla via San Gregorio, oltre all'attuale piazza Cincinnato copriva porzioni delle attuali vie Lodovico Settala e Benedetto Marcello e chiudeva ad angolo le mura settentrionali sull'attuale via Ruggero Boscovich.
Il cimitero viene menzionato nel capitolo XXXI de I promessi sposi di Alessandro Manzoni, dove l'autore rammenta un allora tradizionale omaggio dei cittadini milanesi ai morti di peste in occasione di una delle feste della Pentecoste.

## Storia

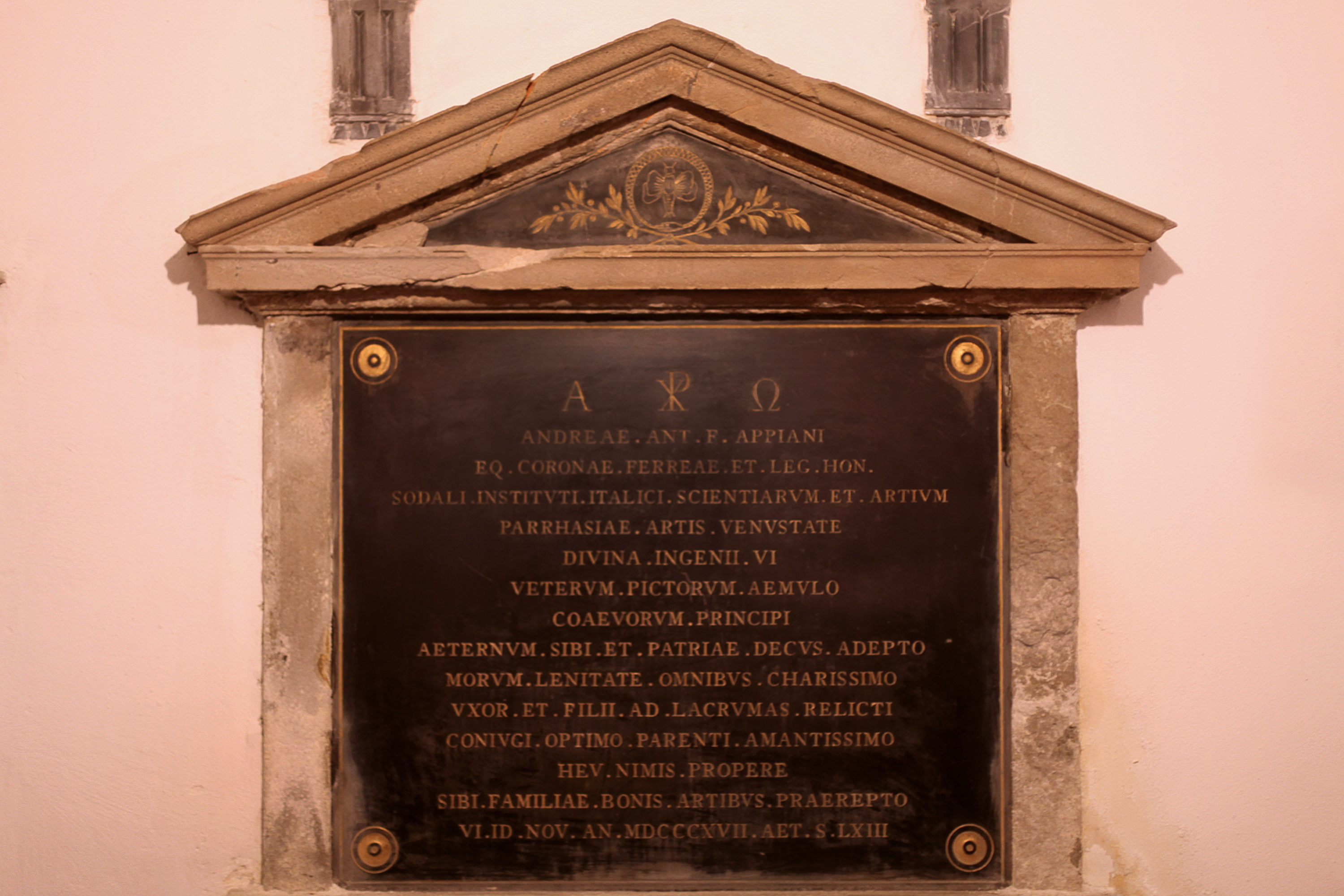
La lapide del pittore Andrea Appiani
oggi conservata nella cripta della chiesa di San Gregorio Magno

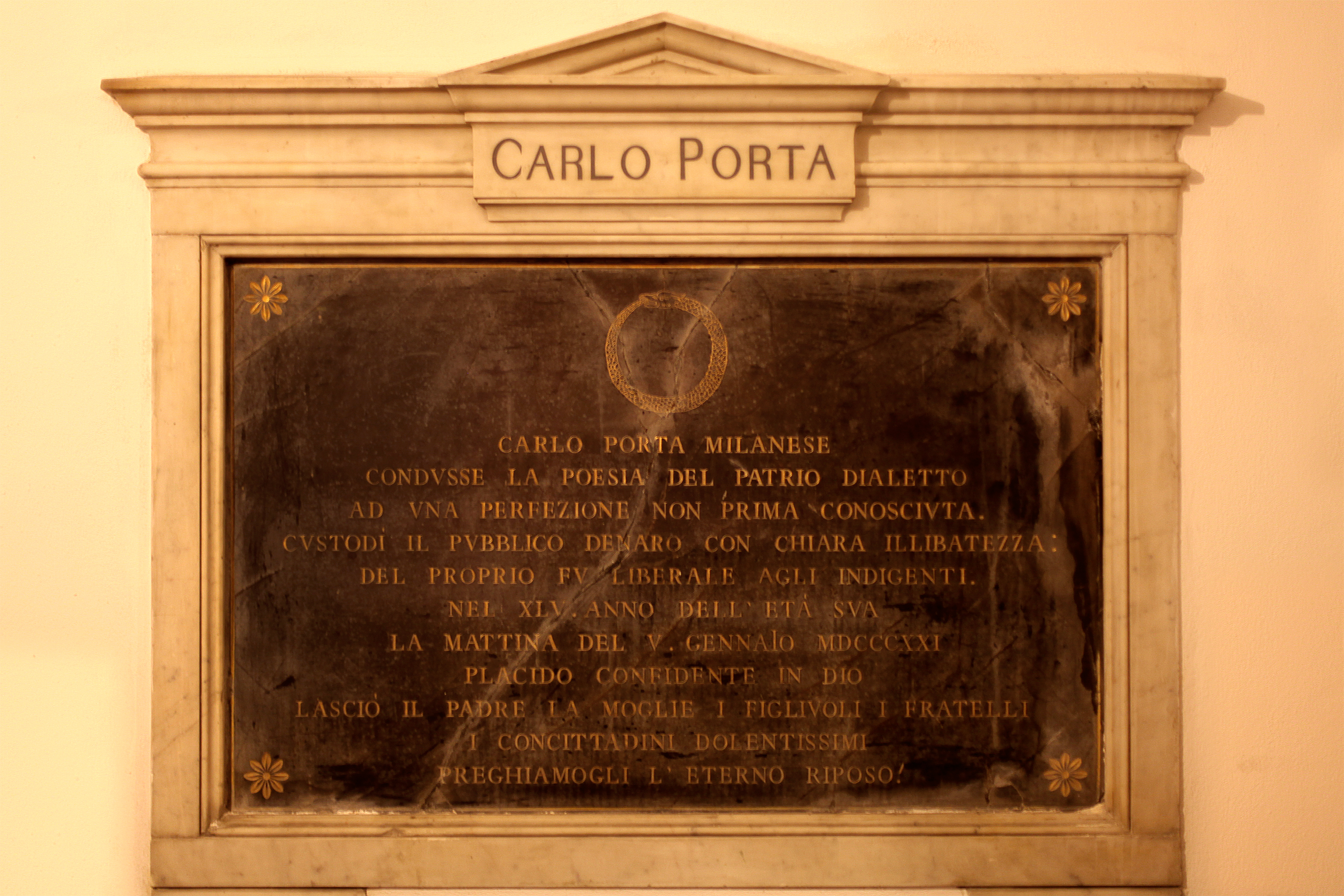
La lapide di Carlo Porta
oggi conservata nella cripta della chiesa di San Gregorio.

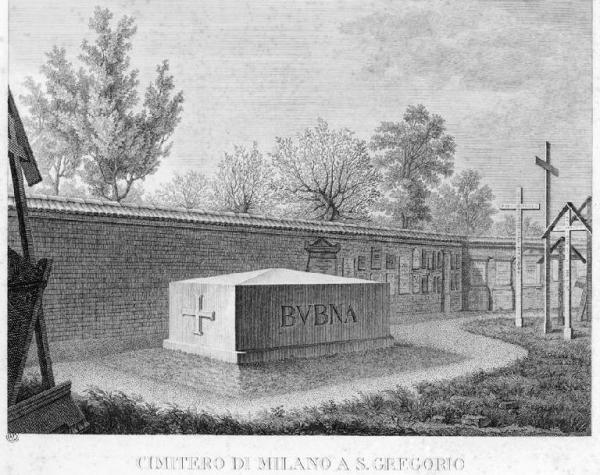
Tomba del generale austriaco Ferdinando Bubna, poi dispersa

Il campo sorse come cimitero di campagna, sottoposto alla cura di un Sodalizio, con una cappella e un oratorio proprio. Nella peste manzoniana del 1630 che afflisse Milano il cimitero accolse parte delle vittime per poi, in seguito, essere destinato a più vasto luogo di sepoltura e a ossario.
Il prete Salvatore Vitali, sardo, giunto a Milano alcuni anni dopo la peste, nel suo Theatrum triumphale Mediotanensis Urbis Magnalium annalistica proportione digestum (1642) descrive con parole tetre lo stato del cimitero: «Vidi, egli scrive, in questo campo cadaveri sopra cadaveri, miserevoli casse scoperchiate, ossa in grande quantità qua e là disperse, e vaste fosse aperte; era cosa orribile a vedersi!»
Quelle ossa che imbiancavano il campo appartenevano ai morti della peste, che dopo non molti anni, smosse, erano tornate sopra terra, e non ebbero sepoltura che nel 1723. In quell'anno, infatti, il Sodalizio dell'Orazione e Morte addetto alla cura del cimitero fece costruire il portico innanzi alla chiesa di San Gregorio, e qui diede nuova sepoltura a quelle ossa viste dal Vitali.
Abolite le sepolture nelle chiese, il cimitero fu aperto alla comune inumazione nel 1788; i lavori per la realizzazione del nuovo cimitero vennero condotti in grande economia, tanto da necessitare negli anni successivi di continui lavori di consolidamento e ripristino prevalentemente della cinta muraria, famosa in Milano per essere soggetta a piccoli crolli dovuti piogge.
La così poco solida recinzione venne un po' per volta ricostruita nella sua integrità e nel 1857 venne innalzata fino a 3,85 m, in modo da potervi collocare un maggior numero di lapidi.
Nel 1866, con l'apertura del Monumentale, il cimitero di San Gregorio venne prima destinato ad accogliere i morti del comune dei Corpi Santi, poi, unificatisi i due enti territoriali in un unico comune (appunto Milano) nel 1873, il cimitero venne riaperto ad accogliere i morti locali.
Chiuso poi definitivamente il 31 agosto 1883, il cimitero venne svuotato; i corpi rinvenuti vennero spostati al Monumentale e l'odierna area accoglie strade ed edifici vari.

## Personalità illustri sepolte
Nel cimitero di San Gregorio trovarono sepoltura illustri personalità fra le quali si possono citare:
- Maria Teresa Agnesi (1720- 1795) compositrice, musicista, poetessa
- Luigi de Baillou (1736-1804), musicista, direttore del teatro alla Scala
- Leopoldo Pollack (1751-1806), architetto
- Andrea Appiani (1754-1817), pittore
- Carlo Porta (1775-1821), poeta
- Salvatore Viganò (1769-1821), ballerino e coreografo
- Ambrogio Minoja (1752-1825), compositore e clavicembalista
- Ferdinando Bubna (1768-1825), generale austriaco
- Grazioso Rusca (1757-1829), scultore ticinese
- Francesco Mengotti (1749-1830), economista e uomo politico
- Giuseppe Longhi (1766-1831), incisore e pittore
- Francesco Pezzi (1780-1831), giornalista
- Luigi Sacco (1769-1836), medico
- Giovanni Migliara (1785-1837), pittore
- Angelo Monticelli (1778-1837), pittore
- Antonio Caccianino (1764-1838), matematico
- Annibale Omodei (1779-1840), medico
- Carlo Amati (1776-1852), architetto
- Giovanni Silvestri (1778-1855), editore
- Cherubino Cornienti (1816-1860), pittore
- Mauro Conconi (1815-1860), pittore